# Claudia Conserva
Claudia Marcela Conserva Pérez, née le 12 janvier 1974, est une actrice et présentatrice de télévision chilienne d'origine italo-albanaise (Arbëresh).

## Biographie
Elle a étudié le ballet et travaille dans la publicité et les émissions de télévision. Lorsqu'elle était enfant et en 1990, elle a remporté le concours Miss 17.
Elle a rencontré son mari Juan Carlos Valdivia en Extra Jóvenes[Quoi ?] (Chilevisión). Ils ont deux enfants, Renato et Matilda.
En 2012, Claudia vit actuellement avec sa famille dans Rapallo, en Italie. En décembre 2012, elle est retournée à la télévision et a présenté le défilé de fin d'année Paris Parade organisé par le magasin Paris et diffusé par TVN.
Durant le mois de janvier 2013, elle est la présentatrice remplaçante de la matinale Buenos días a todos.

## Télévision

### Téléroman
| Année | Séries                   | Rôle              | Chaîne   |
| ----- | ------------------------ | ----------------- | -------- |
| 1995  | El amor está de moda     | Gabriela "Gaby"   | Canal 13 |
| 1996  | Marron Glacé, el regreso | Pola              | Canal 13 |
| 1997  | Eclipse de Luna          | Carolina O'Neil   | Canal 13 |
| 1998  | Amándote                 | Cecilia Trosciani | Canal 13 |
| 1999  | Fuera de Control         | Carrie Castro     | Canal 13 |

### Émissions télévisés
| Année       | Émission                        | Rôle                                 | Chaîne         |
| ----------- | ------------------------------- | ------------------------------------ | -------------- |
| 1990        | De Buen Humor                   | Actrice                              | TVN            |
| 1991-1994   | Extra Jóvenes                   | Animatrice                           | Chilevisión    |
| 1993        | La Muela del Juicio             | Animatrice                           | Chilevisión    |
| 1995-2002   | Maravillozoo                    | Panéliste                            | Canal 13       |
| 1995-2002   | Video Loco                      | Animatrice                           | Canal 13       |
| 1999-2001   | Bravo Bravísimo                 | Animatrice                           | Canal 13       |
| 2000-2002   | Desde la Terraza                | Animatrice                           | Canal 13       |
| 2001        | Nacer Mamá                      | Animatrice                           | Canal 13 Câble |
| 2002        | Verte Crecer                    | Animatrice                           | Canal 13 Câble |
| 2004-2011   | Pollo en Conserva               | Animatrice                           | La Red         |
| 2012        | Paris Parade                    | Participation spéciale/Commentatrice | TVN            |
| 2013        | Buenos días a todos             | Animatrice remplacement              | TVN            |
| 2013-2014   | Vive Viña en TVN                | Animatrice                           | TVN            |
| 2013-2014   | Buenos días a todos             | Animatrice                           | TVN            |
| 2014        | 1er Festival de Tierra Amarilla | Présentatrice (avec Jordi Castell)   | TVN            |
| 2014        | Más que 2                       | Animatrice                           | TVN            |
| 2014-2015   | Menú                            | Animatrice                           | TVN            |
| 2015        | Kunga                           | Animatrice                           | TVN            |
| Depuis 2016 | Volverías con tu ex?            | Animatrice                           | Mega           |